# ملیسا فلچر
ملیسا فلچر (انگلیسی: Melissa Fletcher؛ زادهٔ ۲۸ ژانویهٔ ۱۹۹۲) بازیکن فوتبال اهل بریتانیا است.
وی همچنین در تیم ملی فوتبال زنان ولز بازی کرده‌است.